# Fairstead
Fairstead är en by och en civil parish i Braintree i Essex i England. Orten har 206 invånare (2001). Den har en kyrka.